# Sarcoglottis lehmannii
Sarcoglottis lehmannii är en orkidéart som beskrevs av Leslie Andrew Garay. Sarcoglottis lehmannii ingår i släktet Sarcoglottis och familjen orkidéer. Inga underarter finns listade i Catalogue of Life.